# Leichtathletik-U20-Weltmeisterschaften 2018
Die 17. Leichtathletik-U20-Weltmeisterschaften fanden vom 10. bis 15. Juli 2018 im Ratina-Stadion in der finnischen Stadt Tampere statt.
Am 10. März 2016 vergab der Leichtathletik-Weltverband IAAF bei seinem Council Meeting in Monaco die Ausrichtung der U20-Weltmeisterschaften 2018 an Tampere, den einzigen Bewerber für diese Titelkämpfe. Tampere war bereits Ausrichter mehrerer bedeutender Leichtathletikveranstaltungen gewesen, darunter die Junioreneuropameisterschaften 2003 sowie die U23-Europameisterschaften 2013.

## Männer

### 100 m
| Platz | Athlet              | Land | Zeit (s)  |
| ----- | ------------------- | ---- | --------- |
| 1     | Lalu Muhammad Zohri | INA  | 10,18 NJR |
| 2     | Anthony Schwartz    | USA  | 10,22     |
| 3     | Eric Harrison Jr.   | USA  | 10,23 PB  |
| 4     | Thembo Monareng     | RSA  | 10,23     |
| 5     | Dominic Ashwell     | GBR  | 10,25 PB  |
| 6     | Henrik Larsson      | SWE  | 10,28     |
| 7     | Michael Stephens    | JAM  | 10,31     |
| 8     | Daisuke Miyamoto    | JPN  | 10,43     |

### 200 m
| Platz | Athlet            | Land | Zeit (s) |
| ----- | ----------------- | ---- | -------- |
| 1     | Jona Efoloko      | GBR  | 20,48 PB |
| 2     | Charlie Dobson    | GBR  | 20,57    |
| 3     | Eric Harrison Jr. | USA  | 20,79    |
| 4     | Pol Retamal       | ESP  | 20,85    |
| 5     | Zane Branco       | AUS  | 20,86    |
| 6     | Khance Meyers     | USA  | 20,87    |
| 7     | Milo Skupin-Alfa  | GER  | 21,07    |
|       | Henrik Larsson    | SWE  | DNS      |

### 400 m
| Platz | Athlet                | Land | Zeit (s)  |
| ----- | --------------------- | ---- | --------- |
| 1     | Jonathan Sacoor       | BEL  | 45,03 NJR |
| 2     | Christopher Taylor    | JAM  | 45,38     |
| 3     | Chantz Sawyers        | JAM  | 45,89     |
| 4     | Edoardo Scotti        | ITA  | 46,20     |
| 5     | Howard Fields         | USA  | 46,53     |
| 6     | Khamal Stewart-Baynes | CAN  | 46,79     |
| 7     | Myles Misener-Daley   | CAN  | 47,03     |
| 8     | Jonathan Jones        | BAR  | 48,01     |

### 800 m
| Platz | Athlet                | Land | Zeit (min) |
| ----- | --------------------- | ---- | ---------- |
| 1     | Solomon Lekuta        | KEN  | 1:46,35    |
| 2     | Alex Ngeno Kipngetich | KEN  | 1:46,45 PB |
| 3     | Eliott Crestan        | BEL  | 1:47,27    |
| 4     | Adisu Girma           | ETH  | 1:47,58 PB |
| 5     | Simone Barontini      | ITA  | 1:51,08    |
| 6     | Alex Botterill        | GBR  | 1:51,64    |
| 7     | Markhim Lonsdale      | GBR  | 1:57,39    |
|       | Oussama Cherrad       | ALG  | DSQ        |

### 1500 m
| Platz | Athlet             | Land | Zeit (s)   |
| ----- | ------------------ | ---- | ---------- |
| 1     | George Manangoi    | KEN  | 3:41,71    |
| 2     | Jakob Ingebrigtsen | NOR  | 3:41,89    |
| 3     | Justus Soget       | KEN  | 3:42,14    |
| 4     | Jake Heyward       | GBR  | 3:43,76    |
| 5     | Samuel Tefera      | ETH  | 3:43,91    |
| 6     | Elzan Bibić        | SRB  | 3:44,65 PB |
| 7     | Oussama Cherrad    | ALG  | 3:45,17    |
| 8     | Sondre Juven       | NOR  | 3:45,40    |

### 5000 m
| Platz | Athlet               | Land | Zeit (s)     |
| ----- | -------------------- | ---- | ------------ |
| 1     | Edward Pingua Zakayo | KEN  | 13:20,16     |
| 2     | Stanley Mburu        | KEN  | 13:20,57     |
| 3     | Jakob Ingebrigtsen   | NOR  | 13:20,78 AJR |
| 4     | Selemon Barega       | ETH  | 13:21,16     |
| 5     | Telahun Haile Bekele | ETH  | 13:23,24     |
| 6     | Jacob Kiplimo        | UGA  | 13:23,35     |
| 7     | Oscar Chelimo        | UGA  | 14:00,68     |
| 8     | Elzan Bibić          | SRB  | 14:15,37     |

### 10.000 m
| Platz | Athlet               | Land | Zeit (s)    |
| ----- | -------------------- | ---- | ----------- |
| 1     | Rhonex Kipruto       | KEN  | 27:21,08 CR |
| 2     | Jacob Kiplimo        | UGA  | 27:40,36    |
| 3     | Berihu Aregawi       | ETH  | 27:48,41 PB |
| 4     | Solomon Kiplimo Boit | KEN  | 27:57,44 PB |
| 5     | Olika Adugna         | ETH  | 28:39,67 PB |
| 6     | Victor Kiplangat     | UGA  | 28:42,77 PB |
| 7     | Kokob Ghebru         | ERI  | 28:59,31    |
| 8     | Robel Sibhatu        | ERI  | 29:44,59    |

### 10.000 m Bahngehen
| Platz | Athlet                 | Land | Zeit (s)     |
| ----- | ---------------------- | ---- | ------------ |
| 1     | Zhang Yao              | CHN  | 40:32,06 PB  |
| 2     | David Hurtado          | ECU  | 40:32,06 PB  |
| 3     | José Ortiz             | GUA  | 40:45,26 PB  |
| 4     | Declan Tingay          | AUS  | 40:49,72 AJR |
| 5     | Wang Zhaozhao          | CHN  | 41:04,22     |
| 6     | Kyle Swan              | AUS  | 41:24,12 PB  |
| 7     | Dominic Samson Ndigiti | KEN  | 41:30,52 SB  |
| 8     | Sho Sakazaki           | JPN  | 41:50,91     |

### 110 m Hürden
| Platz | Athlet             | Land | Zeit (s) |
| ----- | ------------------ | ---- | -------- |
| 1     | Damion Thomas      | JAM  | 13,16    |
| 2     | Orlando Bennett    | JAM  | 13,33    |
| 3     | Shunsuke Izumiya   | JPN  | 13,38 PB |
| 4     | Michael Obasuyi    | BEL  | 13,45    |
| 5     | Jason Nicholson    | GBR  | 13,62    |
| 6     | Cory Poole         | USA  | 13,74    |
|       | Anastas Eliopoulos | CAN  | DNF      |
|       | Enrique Llopis     | ESP  | DNF      |

### 400 m Hürden
| Platz | Athlet             | Land | Zeit (s) |
| ----- | ------------------ | ---- | -------- |
| 1     | Sokwakhana Zazini  | RSA  | 49,42    |
| 2     | Bassem Hemeida     | QAT  | 49,59 PB |
| 3     | Alison dos Santos  | BRA  | 49,78 PB |
| 4     | Leonardo Ledgister | JAM  | 49,93 PB |
| 5     | Malik James-King   | JAM  | 50,25    |
| 6     | Alastair Chalmers  | GBR  | 50,27    |
| 7     | Mahdi Pirjahan     | IRI  | 51,15    |
| 8     | Alessandro Sibilio | ITA  | 52,38    |

### 3000 m Hindernis
| Platz | Athlet                | Land | Zeit (min) |
| ----- | --------------------- | ---- | ---------- |
| 1     | Takele Nigate         | ETH  | 8:25,35 SB |
| 2     | Leonard Kipkemoi Bett | KEN  | 8:25,39    |
| 3     | Getnet Wale           | ETH  | 8:26,16 SB |
| 4     | Albert Chemutai       | UGA  | 8:28,63    |
| 5     | Takumi Yoshida        | JPN  | 8:50,99 PB |
| 6     | Giovanni Gatto        | ITA  | 8:52,09 PB |
| 7     | Mohamed Er Rachdi     | MAR  | 8:57,21    |
| 8     | Tim Van de Velde      | BEL  | 9:02,03    |

### 4 × 100 m Staffel
| Platz | Land                | Athleten                                                                                | Zeit (s)  |
| ----- | ------------------- | --------------------------------------------------------------------------------------- | --------- |
| 1     | Vereinigte Staaten  | Eric Harrison Jr. Anthony Schwartz Austin Kratz Micah Williams                          | 38,88 WJL |
| 2     | Jamaika             | Xavier Nairne Christopher Taylor Jhevaughn Matherson Michael Stephens                   | 38,96 NJR |
| 3     | Deutschland         | Lucas Ansah-Peprah Marvin Schulte Milo Skupin-Alfa Luis Brandner                        | 39,22     |
| 4     | Japan               | Satoru Fukushima Daisuke Miyamoto Koki Ueyama Keigo Yasuda                              | 39,23     |
| 5     | Tschechien          | Stanislav Jíra Štěpan Hampl Matěj Krsek Daniel Vejražka                                 | 39,75 SB  |
| 6     | Spanien             | Juan González Pol Retamal Joan Martínez Sergio López Im Vorlauf eingesetzt: Jesús Gómez | 39,86 SB  |
| 7     | Trinidad und Tobago | Kion Benjamin Carlon Hosten Timothy Frederick Tyrell Edwards                            | 39,87 NJR |
|       | Italien             | Francesco Libera Lorenzo Paissan Mario Marchei Lorenzo Patta                            | DNF       |

### 4 × 400 m Staffel
| Platz | Land                   | Athleten | Zeit (min)  |
| ----- | ---------------------- | --- | ----------- |
| 1     | Italien                | Klaudio Gjetja Andrea Romani Alessandro Sibilio Edoardo Scotti Im Vorlauf eingesetzt: Lorenzo Benati              | 3:04,05 WJL |
| 2     | Vereinigte Staaten     | Elija Godwin Nicholas Ramey Justin Robinson Howard Fields Im Vorlauf eingesetzt: Matthew Boling Umajesty Williams | 3:05,26 SB  |
| 3     | Vereinigtes Königreich | Alex Haydock-Wilson Joe Brier Alastair Chalmers Alex Knibbs Im Vorlauf eingesetzt: Ellis Greatrex                 | 3:05,64 SB  |
| 4     | Frankreich             | Fabrisio Saïdy Téo Andant Antoine Leblois Lidji Mbaye                                                             | 3:06,65 SB  |
| 5     | Belgien                | Sven Van den Bergh Jonathan Sacoor Simon Mazebo Rayane Borlée                                                     | 3:07,05 SB  |
| 6     | Deutschland            | Justus Ringel Joscha Bretschneider Arne Leppelsack Jean Paul Bredau                                               | 3:07,80 SB  |
| 7     | Australien             | Adam Kopp Christian Davis Harvey Murrant Ashley Moloney                                                           | 3:09,31     |
| 8     | Sri Lanka              | Lakshan Kodikara Pabasara Niku Thiran Ravishka Aruna Dharshana                                                    | 3:09,38     |

### Hochsprung
| Platz | Athlet          | Land | Höhe (m) |
| ----- | --------------- | ---- | -------- |
| 1     | Roberto Vilches | MEX  | 2,23     |
| 1     | Andonis Merlos  | GRE  | 2,23 PB  |
| 3     | Breyton Poole   | RSA  | 2,23 SB  |
| 3     | JuVaughn Blake  | USA  | 2,23 PB  |
| 5     | Luca Meinke     | GER  | 2,21 PB  |
| 6     | Nathan Ismar    | FRA  | 2,19 PB  |
| 7     | Kyohei Tomori   | JPN  | 2,19 PB  |
| 8     | Thomas Carmoy   | BEL  | 2,19 SB  |

### Stabhochsprung
| Platz | Athlet               | Land | Höhe (m) |
| ----- | -------------------- | ---- | -------- |
| 1     | Armand Duplantis     | SWE  | 5,82 CR  |
| 2     | Zachary Bradford     | USA  | 5,55 PB  |
| 3     | Masaki Ejima         | JPN  | 5,55 SB  |
| 4     | Bo Kanda Lita Baehre | GER  | 5,50     |
| 5     | Thibaut Collet       | FRA  | 5,40     |
| 6     | Sondre Guttormsen    | NOR  | 5,30     |
| 7     | Cole Riddle          | USA  | 5,30     |
| 8     | Ethan Cormont        | FRA  | 5,30 PB  |
| 8     | Valco van Wyk        | RSA  | 5,30     |

### Weitsprung
| Platz | Athlet             | Land | Weite (m) |
| ----- | ------------------ | ---- | --------- |
| 1     | Yūki Hashioka      | JPN  | 8,03      |
| 2     | Maikel Vidal       | CUB  | 7,99      |
| 3     | Wayne Pinnock      | JAM  | 7,90      |
| 4     | Zhou Keqi          | CHN  | 7,85 PB   |
| 5     | Yugo Sakai         | JPN  | 7,79 PB   |
| 6     | Murali Sreeshankar | IND  | 7,75      |
| 7     | Shakwon Coke       | JAM  | 7,73 PB   |
| 8     | Andrij Awramenko   | UKR  | 7,63      |

### Dreisprung
| Platz | Athlet                 | Land | Weite (m) |
| ----- | ---------------------- | ---- | --------- |
| 1     | Jordan Díaz            | CUB  | 17,15 CR  |
| 2     | Martin Lamou           | FRA  | 16,44     |
| 3     | Jonathan Seremes       | FRA  | 16,18 PB  |
| 4     | Aramajis Sargsjan      | ARM  | 15,89     |
| 5     | Kangaraj Kalmaraj      | IND  | 15,82     |
| 6     | Florin Alexandru Vișan | ROU  | 15,72     |
| 7     | Lin Qinwei             | CHN  | 15,71     |
| 8     | Philip Musyoka Mwema   | KEN  | 15,70     |

### Kugelstoßen
| Platz | Athlet              | Land | Weite (m) |
| ----- | ------------------- | ---- | --------- |
| 1     | Kyle Blignaut       | RSA  | 22,07 WJL |
| 2     | Adrian Piperi       | USA  | 22,06 AJR |
| 3     | Odysseas Mouzenidis | GRE  | 21,07 NJR |
| 4     | Dsmitryj Karpuk     | BLR  | 20,84     |
| 5     | Aleh Tamaschewitsch | BLR  | 20,37 PB  |
| 6     | Jordan West         | USA  | 19,86     |
| 7     | Aiden Harvey        | AUS  | 19,85 PB  |
| 8     | Ryan Ballantyne     | NZL  | 19,39     |

### Diskuswurf
| Platz | Athlet                | Land | Weite (m) |
| ----- | --------------------- | ---- | --------- |
| 1     | Kai Chang             | JAM  | 62,36 PB  |
| 2     | Jauheni Bahuzki       | BLR  | 61,75     |
| 3     | Claudio Romero        | CHI  | 60,81 SB  |
| 4     | Tim Ader              | GER  | 60,09 PB  |
| 5     | Moaaz Mohamed Ibrahim | QAT  | 59,87     |
| 6     | Wang Yuhan            | CHN  | 59,29     |
| 7     | Giorgos Koniarakis    | CYP  | 58,04     |
| 8     | Elijah Mason          | USA  | 57,96     |

### Hammerwurf
| Platz | Athlet             | Land | Weite (m) |
| ----- | ------------------ | ---- | --------- |
| 1     | Jake Norris        | GBR  | 80,65 NJR |
| 2     | Mychajlo Kochan    | UKR  | 79,68 PB  |
| 3     | Mychajlo Hawryljuk | UKR  | 77,71 PB  |
| 4     | Ragnar Carlsson    | SWE  | 77,62 NJR |
| 5     | Hugo Tavernier     | FRA  | 75,99 PB  |
| 6     | Ashish Jakhar      | IND  | 74,59     |
| 7     | Donát Varga        | HUN  | 71,99     |
| 8     | Bayley Campbell    | GBR  | 71,28     |

### Speerwurf
| Platz | Athlet                   | Land | Weite (m) |
| ----- | ------------------------ | ---- | --------- |
| 1     | Nash Lowis               | AUS  | 75,31 PB  |
| 2     | Tzuriel Pedigo           | USA  | 73,76 PB  |
| 3     | Maurice Voigt            | GER  | 73,44 PB  |
| 4     | Sahil Silwal             | IND  | 72,83     |
| 5     | Pedro Henrique Rodrigues | BRA  | 72,44     |
| 6     | Teemu Narvi              | FIN  | 71,71     |
| 7     | Jakob Nauck              | GER  | 70,91 PB  |
| 8     | Simon Wieland            | SUI  | 70,51     |

### Zehnkampf
| Platz | Athlet           | Land | Punkte   |
| ----- | ---------------- | ---- | -------- |
| 1     | Ashley Moloney   | AUS  | 8190 CR  |
| 2     | Gary Haasbroek   | AUS  | 7798 PB  |
| 3     | Simon Ehammer    | SUI  | 7642 PB  |
| 4     | Manuel Wagner    | GER  | 7552 PB  |
| 5     | Finley Gaio      | SUI  | 7455     |
| 6     | Leon Okafor      | AUT  | 7454 NJR |
| 7     | Kyle Garland     | USA  | 7451     |
| 8     | Andreas Bechmann | GER  | 7333 PB  |

## Frauen

### 100 m
| Platz | Athlet                | Land | Zeit (s) |
| ----- | --------------------- | ---- | -------- |
| 1     | Briana Williams       | JAM  | 11,16    |
| 2     | Twanisha Terry        | USA  | 11,19    |
| 3     | Kristal Awuah         | GBR  | 11,37    |
| 4     | Keshia Kwadwo         | GER  | 11,41    |
| 5     | Magdalena Stefanowicz | POL  | 11,47 PB |
| 6     | Lorraine Martins      | BRA  | 11,48    |
| 7     | Daija Lampkin         | USA  | 11,59    |
| 8     | Gina Akpe-Moses       | IRL  | 11,64    |

### 200 m
| Platz | Athlet               | Land | Zeit (s)  |
| ----- | -------------------- | ---- | --------- |
| 1     | Briana Williams      | JAM  | 22,50 CR  |
| 2     | Lauren Rain Williams | USA  | 23,09     |
| 3     | Martyna Kotwiła      | POL  | 23,21 NJR |
| 4     | Polina Miller        | ANA  | 23,32     |
| 5     | Sophia Junk          | GER  | 23,55     |
| 6     | Corinna Schwab       | GER  | 23,55 PB  |
| 7     | Lorraine Martins     | BRA  | 23,91     |
|       | Jayla Kirkland       | USA  | DSQ       |

### 400 m
| Platz | Athlet              | Land | Zeit (s) |
| ----- | ------------------- | ---- | -------- |
| 1     | Hima Das            | IND  | 51,46    |
| 2     | Andrea Miklós       | ROU  | 52,07 PB |
| 3     | Taylor Manson       | USA  | 52,28    |
| 4     | Ella Connolly       | AUS  | 52,82    |
| 5     | Mary Moraa          | KEN  | 52,94    |
| 6     | Stacey-Ann Williams | JAM  | 53,23    |
| 7     | Elisabetta Vandi    | ITA  | 53,40    |
| 8     | Ashlan Best         | CAN  | 53,59    |

### 800 m
| Platz | Athlet                 | Land | Zeit (s)    |
| ----- | ---------------------- | ---- | ----------- |
| 1     | Diribe Welteji         | ETH  | 1:59,74 CR  |
| 2     | Carley Thomas          | AUS  | 2:01,13 PB  |
| 3     | Delia Sclabas          | SUI  | 2:01,29 NJR |
| 4     | Gabriela Gajanová      | SVK  | 2:01,90 PB  |
| 5     | Freweyni Gebreezibeher | ETH  | 2:02,80     |
| 6     | Ayaka Kawata           | JPN  | 2:03,57     |
| 7     | Katy-Ann McDonald      | GBR  | 2:04,08     |
| 8     | Jackline Wambui        | KEN  | 2:04,61     |

### 1500 m
| Platz | Athletin         | Land | Zeit (min) |
| ----- | ---------------- | ---- | ---------- |
| 1     | Alemaz Samuel    | ETH  | 4:09,67    |
| 2     | Mirriam Cherop   | KEN  | 4:10,73    |
| 3     | Delia Sclabas    | SUI  | 4:11,98    |
| 4     | Mariana Machado  | POR  | 4:14,93    |
| 5     | Edinah Jebitok   | KEN  | 4:15,17    |
| 6     | Dinke Firdisa    | ETH  | 4:17,42    |
| 7     | Erin Wallace     | GBR  | 4:17,61    |
| 8     | Katrina Robinson | AUS  | 4:18,52    |

### 3000 m
| Platz | Athletin            | Land | Zeit (min) |
| ----- | ------------------- | ---- | ---------- |
| 1     | Nozomi Tanaka       | JPN  | 8:54,01 PB |
| 2     | Meselu Berhe        | ETH  | 8:56,39 PB |
| 3     | Tsigie Gebreselama  | ETH  | 8:59,20 PB |
| 4     | Yuna Wada           | JPN  | 9:00,50 PB |
| 5     | Zenah Jemutai Yego  | KEN  | 9:00,76 PB |
| 6     | Amelia Mazza-Downie | AUS  | 9:09,19 PB |
| 7     | Carla Gallardo      | ESP  | 9:10,07 PB |
| 8     | Nadia Battocletti   | ITA  | 9:13,45 PB |

### 5000 m
| Platz | Athlet                   | Land | Zeit (s)    |
| ----- | ------------------------ | ---- | ----------- |
| 1     | Beatrice Chebet          | KEN  | 15:30,77 PB |
| 2     | Ejgayehu Taye            | ETH  | 15:30,87 PB |
| 3     | Girmawit Gebrzihair      | ETH  | 15:34,01 PB |
| 4     | Sarah Chelangat          | UGA  | 15:43,01    |
| 5     | Hellen Ekarare Lobun     | KEN  | 15:45,07    |
| 6     | Dolshi Tesfu             | ERI  | 15:52,84 PB |
| 7     | Tomomi Musembi Takamatsu | JPN  | 15:55,74    |
| 8     | Cailie Logue             | USA  | 15:56,00 PB |

### 10.000 m Bahngehen
| Platz | Athlet             | Land | Zeit (s)     |
| ----- | ------------------ | ---- | ------------ |
| 1     | Alegna González    | MEX  | 44:13,88 WJL |
| 2     | Meryem Bekmez      | TUR  | 44:17,69 NJR |
| 3     | Glenda Morejón     | ECU  | 44:19,40 AJR |
| 4     | Nanako Fujii       | JPN  | 45:08,68 PB  |
| 5     | Katie Hayward      | AUS  | 45:10,42 PB  |
| 6     | Shi Yuxia          | CHN  | 45:21,39     |
| 7     | Rachelle de Oberta | PUR  | 45:23,05 NJR |
| 8     | Ayşe Tekdal        | TUR  | 45:49,43 PB  |

### 100 m Hürden
| Platz | Athlet              | Land | Zeit (s) |
| ----- | ------------------- | ---- | -------- |
| 1     | Tia Jones           | USA  | 13,01    |
| 2     | Britany Anderson    | JAM  | 13,01 PB |
| 3     | Cortney Jones       | USA  | 13,19    |
| 4     | Sacha Alessandrini  | FRA  | 13,34 PB |
| 5     | Şevval Ayaz         | TUR  | 13,46    |
| 6     | Jiaru Yu            | CHN  | 13,58    |
| 7     | Kendra Leger        | CAN  | 13,68    |
| 8     | Cyréna Samba-Mayela | FRA  | 14,11    |

### 400 m Hürden
| Platz | Athlet             | Land | Zeit (s)  |
| ----- | ------------------ | ---- | --------- |
| 1     | Zenéy van der Walt | RSA  | 55,34     |
| 2     | Shiann Salmon      | JAM  | 56,11     |
| 3     | Yasmin Giger       | SUI  | 56,98 SB  |
| 4     | Sara Gallego       | ESP  | 57,11 NJR |
| 5     | Emma Zapletalová   | SVK  | 57,35     |
| 6     | Natalia Wosztyl    | POL  | 58,17     |
| 7     | Brooke Jaworski    | USA  | 58,43     |
| 8     | Xahria Santiago    | CAN  | 58,49     |

### 3000 m Hindernis
| Platz | Athlet                      | Land | Zeit (s)   |
| ----- | --------------------------- | ---- | ---------- |
| 1     | Celliphine Chepteek Chespol | KEN  | 9:12,78 CR |
| 2     | Peruth Chemutai             | UGA  | 9:18,87    |
| 3     | Winfred Mutile Yavi         | BRN  | 9:23,47    |
| 4     | Mercy Chepkurui             | KEN  | 9:43,65    |
| 5     | Agrie Belachew              | ETH  | 9:44,79 SB |
| 6     | Ethlemahu Sintayehu         | ETH  | 9:50,96 PB |
| 7     | Alice Hill                  | USA  | 9:57,04 PB |
| 8     | Lisa Oed                    | GER  | 9:57,45 PB |

### 4 × 100 m Staffel
| Platz | Land           | Athleten                                                                                              | Zeit (s)  |
| ----- | -------------- | --- | --------- |
| 1     | Deutschland    | Viktoria Dönicke Corinna Schwab Sophia Junk Denise Uphoff                                             | 43,82     |
| 2     | Irland         | Molly Scott Gina Akpe-Moses Ciara Neville Patience Jumbo Gula Im Vorlauf eingesetzt: Rhasidat Adeleke | 43,90 NJR |
| 3     | Großbritannien | Kristal Awuah Alisha Rees Georgina Adam Ebony Carr                                                    | 44,05 SB  |
| 4     | Frankreich     | Wided Atatou Sacha Alessandrini Marine Mignon Eleane Marcelin                                         | 44,24 SB  |
| 5     | Polen          | Pia Skrzyszowska Magdalena Stefanowicz Alicja Potasznik Martyna Kotwiła                               | 44,61 SB  |
| 6     | Schweiz        | Judith Goll Silke Lemmens Veronica Vancardo Melissa Gutschmidt                                        | 44,65 PB  |
| 7     | Australien     | Nana Owusu-Afriyie Kristie Edwards Samantha Johnson Mia Gross                                         | 44,78 NJR |
| 8     | Italien        | Vittoria Fontana Moillet Kouakou Alessia Carpinteri Margherita Zuecco                                 | 44,81     |

### 4 × 400 m Staffel
| Platz | Land                    | Athleten | Zeit (min)  |
| ----- | ----------------------- | --- | ----------- |
| 1     | Vereinigte Staaten      | Symone Mason Shae Anderson Julia Madubuike Taylor Manson Im Vorlauf eingesetzt: Jan'Taijah Ford Arria Minor  | 3:28,74 WJL |
| 2     | Australien              | Ella Connolly Cara Jardine Jemima Russell Carley Thomas                                                      | 3:31,36 NJR |
| 3     | Jamaika                 | Janielle Josephs Stacey-Ann Williams Shiann Salmon Calisha Taylor Im Vorlauf eingesetzt: Chrissani May       | 3:31,90 SB  |
| 4     | Kanada                  | Xahria Santiago Aurora Rynda Ashlan Best Sharelle Samuel                                                     | 3:31,93 NJR |
| 5     | Deutschland             | Anna-Maria Hofmann Lisa Sophie Hartmann Laura Kaufmann Corinna Schwab Im Vorlauf eingesetzt: Johanna Berrens | 3:32,84 SB  |
| 6     | Italien                 | Camilla Pitzalis Eloisa Coiro Chiara Gherardi Elisabetta Vandi                                               | 3:34,00 NJR |
| 7     | Dominikanische Republik | Milagros Durán Lilian Reyes Maria Fernanda Matos Fiordaliza Cofil                                            | 3:34,09 NJR |
| 8     | Brasilien               | Marlene Santos Tiffani Marinho Chayenne da Silva Letícia Lima                                                | 3:34,55 AJR |

### Hochsprung
| Platz | Athlet                 | Land | Höhe (m)  |
| ----- | ---------------------- | ---- | --------- |
| 1     | Karyna Taranda         | BLR  | 1,92 NJR  |
| 2     | Sommer Lecky           | IRL  | 1,90 NJR  |
| 3     | María Fernanda Murillo | COL  | 1,90 =AJR |
| 4     | Isis Guerra            | CUB  | 1,87 PB   |
| 5     | Marija Kotschanowa     | ANA  | 1,87 PB   |
| 6     | Urtė Baikštytė         | LTU  | 1,87 PB   |
| 7     | Maja Nilsson           | SWE  | 1,87      |
| 8     | Lavinja Jürgens        | GER  | 1,84 PB   |
| 8     | Martyna Lewandowska    | POL  | 1,84 SB   |

### Stabhochsprung
| Platz | Athlet                | Land | Höhe (m) |
| ----- | --------------------- | ---- | -------- |
| 1     | Amálie Švábíková      | CZE  | 4,51 NJR |
| 2     | Lisa Gunnarsson       | SWE  | 4,35     |
| 3     | Alice Moindrot        | FRA  | 4,35     |
| 4     | Jelisaweta Bondarenko | ANA  | 4,35     |
| 5     | Olivia McTaggart      | NZL  | 4,30     |
| 6     | Niu Chunge            | CHN  | 4,25     |
| 7     | Saga Andersson        | FIN  | 4,20     |
| 7     | Julia Fixsen          | USA  | 4,20     |

### Weitsprung
| Platz | Athlet            | Land | Weite (m) |
| ----- | ----------------- | ---- | --------- |
| 1     | Lea-Jasmin Riecke | GER  | 6,51 PB   |
| 2     | Ayaka Kōra        | JPN  | 6,37      |
| 3     | Tara Davis        | USA  | 6,36      |
| 4     | Gong Luying       | CHN  | 6,19      |
| 5     | Petra Farkas      | HUN  | 6,16      |
| 6     | Lucy Hadaway      | GBR  | 6,13      |
| 7     | Klaudia Endrész   | HUN  | 6,08      |
| 8     | Amanda Hansson    | SWE  | 6,03      |

### Dreisprung
| Platz | Athlet                   | Land | Weite (m)    |
| ----- | ------------------------ | ---- | ------------ |
| 1     | Alexandra Natschewa      | BUL  | 14,18 WJL PB |
| 2     | Mirieli Santos           | BRA  | 13,81 PB     |
| 3     | Davisleydi Velazco       | CUB  | 13,78        |
| 4     | Eva Pepelnak             | SVN  | 13,68 PB     |
| 5     | Rūta Kate Lasmane        | LAT  | 13,54 NJR    |
| 6     | Georgiana Iuliana Aniței | ROU  | 13,46 SB     |
| 7     | Pan Youqi                | CHN  | 13,27 PB     |
| 8     | Esra Yılmaz              | TUR  | 13,24        |

### Kugelstoßen
| Platz | Athlet              | Land | Weite (m) |
| ----- | ------------------- | ---- | --------- |
| 1     | Maddison-Lee Wesche | NZL  | 17,09 PB  |
| 2     | Zhang Linru         | CHN  | 17,05     |
| 3     | Jorinde van Klinken | NED  | 17,05     |
| 4     | Selina Dantzler     | GER  | 16,16     |
| 5     | Meike Strydom       | RSA  | 15,89     |
| 6     | Lindsay Baker       | USA  | 15,67     |
| 7     | Hanna Meinikmann    | GER  | 15,41     |
| 8     | Sydney Giampietro   | ITA  | 15,19     |

### Diskuswurf
| Platz | Athlet                 | Land | Weite (m) |
| ----- | ---------------------- | ---- | --------- |
| 1     | Alexandra Emilianov    | MDA  | 57,89     |
| 2     | Helena Leveelahti      | FIN  | 56,80 NJR |
| 3     | Silinda Oneisi Morales | CUB  | 55,37 PB  |
| 4     | Amanda Ngandu-Ntumba   | FRA  | 53,22     |
| 5     | Yin Yuanyuan           | CHN  | 52,21     |
| 6     | Darja Harkuscha        | UKR  | 50,71     |
| 7     | Jorinde van Klinken    | NED  | 50,61     |
| 8     | Maki Saitō             | JPN  | 50,10     |

### Hammerwurf
| Platz | Athlet             | Land | Weite (m) |
| ----- | ------------------ | ---- | --------- |
| 1     | Camryn Rogers      | CAN  | 64,90     |
| 2     | Alyssa Wilson      | USA  | 64,45     |
| 3     | Yaritza Martínez   | CUB  | 63,82     |
| 4     | Huang Weilu        | CHN  | 62,63 PB  |
| 5     | Amanda Almendáriz  | CUB  | 61,82     |
| 6     | Jillian Shippee    | USA  | 61,38 PB  |
| 7     | Kateřina Skypalová | CZE  | 61,37     |
| 8     | Kiira Väänänen     | FIN  | 61,18     |

### Speerwurf
| Platz | Athlet         | Land | Weite (m) |
| ----- | -------------- | ---- | --------- |
| 1     | Alina Schuch   | UKR  | 55,95 SB  |
| 2     | Tomoka Kuwazoe | JPN  | 55,66     |
| 3     | Dana Baker     | USA  | 55,04 PB  |
| 4     | Carolina Visca | ITA  | 53,84     |
| 5     | Sara Zabarino  | ITA  | 52,98     |
| 6     | Dai Qianqian   | CHN  | 52,95     |
| 7     | Elina Kinnunen | FIN  | 52,50 SB  |
| 8     | Li Hui-jun     | TPE  | 51,49     |

### Siebenkampf
| Platz | Athlet            | Land | Punkte   |
| ----- | ----------------- | ---- | -------- |
| 1     | Niamh Emerson     | GBR  | 6253 WJL |
| 2     | Sarah Lagger      | AUT  | 6225 NJR |
| 3     | Adrianna Sułek    | POL  | 5939 NJR |
| 4     | Adriana Rodríguez | CUB  | 5910     |
| 5     | Celeste Mucci     | AUS  | 5865 AJR |
| 6     | Annik Kälin       | SUI  | 5664     |
| 7     | Jade O’Dowda      | GBR  | 5660 PB  |
| 8     | Ida Eikeng        | NOR  | 5658     |

## Abkürzungen
| - WR = Weltrekord - WJR = Juniorenweltrekord - AR = Kontinentalrekord - AJR = Juniorenkontinentalrekord - NR = nationaler Rekord - NJR = nationaler Juniorenrekord - CR = Meisterschaftsrekord - MR = Veranstaltungsrekord | - WB = Weltbestleistung - WJB = Juniorenweltbestleistung - WYB = Jugendweltbestleistung - AB = Kontinentbestleistung - AJB = Juniorenkontinentalbestleistung - AYB = Jugendkontinentalbestleistung - NB = nationale Bestleistung - NJB = nationale Juniorenbestleistung - NYB = nationale Jugendbestleistung | - PB = persönliche Bestleistung - SB = persönliche Saisonbestleistung - QB = Qualifikationsbestleistung - WL = Weltjahresbestleistung - WJL = Juniorenweltjahresbestleistung - WYL = Jugendweltjahresbestleistung - DSQ = disqualifiziert (engl. Disqualified) - DNS = Wettkampf nicht angetreten (engl. Did Not Start) - DNF = Wettkampf nicht beendet (engl. Did Not Finish) |

## Medaillenspiegel
| Medaillenspiegel | Medaillenspiegel    | Medaillenspiegel | Medaillenspiegel | Medaillenspiegel | Medaillenspiegel |
| Platz            | Land                | Gold             | Silber           | Bronze           | Gesamt           |
| ---------------- | ------------------- | ---------------- | ---------------- | ---------------- | ---------------- |
| 01               | Kenia               | 6                | 4                | 1                | 11               |
| 02               | Jamaika             | 4                | 5                | 3                | 12               |
| 03               | Vereinigte Staaten  | 3                | 8                | 7                | 18               |
| 04               | Äthiopien           | 3                | 2                | 4                | 9                |
| 05               | Großbritannien      | 3                | 1                | 3                | 7                |
| 06               | Südafrika           | 3                | 0                | 1                | 4                |
| 07               | Australien          | 2                | 3                | 0                | 5                |
| 08               | Japan               | 2                | 2                | 2                | 6                |
| 09               | Deutschland         | 2                | 0                | 2                | 4                |
| 10               | Mexiko              | 2                | 0                | 0                | 2                |
| 11               | Kuba                | 1                | 1                | 3                | 5                |
| 12               | Ukraine             | 1                | 1                | 1                | 3                |
| 13               | Belarus             | 1                | 1                | 0                | 2                |
|                  | Volksrepublik China | 1                | 1                | 0                | 2                |
|                  | Schweden            | 1                | 1                | 0                | 2                |
| 16               | Belgien             | 1                | 0                | 1                | 2                |
|                  | Griechenland        | 1                | 0                | 1                | 2                |
| 18               | Indien              | 1                | 0                | 0                | 1                |
|                  | Tschechien          | 1                | 0                | 0                | 1                |
|                  | Kanada              | 1                | 0                | 0                | 1                |
|                  | Moldau              | 1                | 0                | 0                | 1                |
|                  | Neuseeland          | 1                | 0                | 0                | 1                |
|                  | Bulgarien           | 1                | 0                | 0                | 1                |
|                  | Italien             | 1                | 0                | 0                | 1                |
|                  | Indonesien          | 1                | 0                | 0                | 1                |
| 26               | Irland              | 0                | 2                | 0                | 2                |
|                  | Uganda              | 0                | 2                | 0                | 2                |
| 28               | Frankreich          | 0                | 1                | 2                | 3                |
| 29               | Norwegen            | 0                | 1                | 1                | 2                |
|                  | Ecuador             | 0                | 1                | 1                | 2                |
|                  | Brasilien           | 0                | 1                | 1                | 2                |
| 32               | Finnland            | 0                | 1                | 0                | 1                |
|                  | Türkei              | 0                | 1                | 0                | 1                |
|                  | Rumänien            | 0                | 1                | 0                | 1                |
|                  | Katar               | 0                | 1                | 0                | 1                |
|                  | Österreich          | 0                | 1                | 0                | 1                |
| 37               | Schweiz             | 0                | 0                | 4                | 4                |
| 38               | Polen               | 0                | 0                | 2                | 2                |
| 39               | Kolumbien           | 0                | 0                | 1                | 1                |
|                  | Guatemala           | 0                | 0                | 1                | 1                |
|                  | Bahrain             | 0                | 0                | 1                | 1                |
|                  | Niederlande         | 0                | 0                | 1                | 1                |
|                  | Chile               | 0                | 0                | 1                | 1                |